# مارگا پترسن
مارگا پترسن (آلمانی: Marga Petersen; ۱۸ سپتامبر ۱۹۱۹ – ۲۲ سپتامبر ۲۰۰۲) دونده سرعت اهل آلمان بود.
وی همچنین برندهٔ جوایزی همچون برگ بوی نقره‌ای شده‌است.